# 世界數據中心
世界數據中心（WDC）系統的設立是為了存檔和分發數據在1957年至1958年國際地球物理年收集到的觀測計劃數據。最初世界數據中心設在美国、歐洲、蘇聯、日本，後來擴大到其他國家。該數據中心系統目前包括52個中心，12個國家。 
世界數據中心的經費和維持費用是由各地的國際科學界代表贊助。所有世界數據中心舉行的資料是可用於複製和發送。

## 外部連結
- 美國 WDC 首頁 （页面存档备份，存于）（英）
- 數據中心列表 （页面存档备份，存于）（英）